# Смаиль
Смаи́ль (тат. Смәил) — деревня в Балтасинском районе Республики Татарстан, административный центр Смаильское сельского поселения.

## География
Деревня находится на реке Шошма, в 24 км к северо-востоку от районного центра, посёлка городского типа Балтаси.

## История
В окрестностях села сохранились каменные надгробия – эпиграфические памятники первой половины XVI века, имеется святой источник.
Деревня основана в период Казанского ханства.
В XVIII – первой половине XIX века жители относились к категории государственных крестьян. Основные занятия жителей в этот период – земледелие и скотоводство, были распространены промыслы по плетению стульев и корзин, изготовлению тарантасов.
В «Списке населенных мест по сведениям 1859—1873 годов», изданном в 1876 году, населённый пункт упомянут как казённая деревня Смаиль Малмыжского уезда Вятской губернии. Располагалась при реке Шошме, по левую сторону Сибирского почтового тракта, в 14 верстах от уездного города Малмыжа. В деревне, в 198 дворах жили 1467 человек (762 мужчины и 705 женщин), была мечеть.
В начале XX века в деревне функционировали мечеть, мектеб. В этот период земельный надел сельской общины составлял 2150,4 десятины.
В 1921 году в деревне открыта начальная школа. В 1933 году — организован колхоз имени Шаумяна.
До 1920 года деревня входила в Сизнерскую волость Малмыжского уезда Вятской губернии. С 1920 года в составе Арского кантона ТАССР. С 10 августа 1930 года в Тюнтерском, со 2 марта 1932 года в Балтасинском, с 4 августа 1938 года в Ципьинском, с 16 июля 1958 года в Балтасинском, с 1 февраля 1963 года в Арском, с 12 января 1965 года в Балтасинском районах.

## Население
| 1859 | 1884 | 1905 | 1926 | 1938 | 1949 | 1958 | 1970 | 1979 | 1989 | 2002 | 2010 | 2015 |
| ---- | ---- | ---- | ---- | ---- | ---- | ---- | ---- | ---- | ---- | ---- | ---- | ---- |
| 1467 | 1657 | 1840 | 1792 | 1572 | 942  | 804  | 998  | 894  | 781  | 804  | 791  | 812  |

Национальный состав деревни: татары.

## Известные уроженцы
Г. Г. Гильмутдинов (1913– 1944) – Герой Советского Союза (около дома культуры уставлен его бюст, скульптор – Г. Г. Гиззатуллин).

## Экономика
Жители работают преимущественно в ООО «Смаиль», в основном занимаются полеводством, молочным скотоводством, свиноводством.

## Социальные объекты
В селе действуют средняя школа, дом культуры (с 1967 года), библиотека (в 1933 году открыта изба-читальня), детский сад (с 1984 года), фельдшерско-акушерский пункт.

## Религиозные объекты
Мечеть (с 1995 года).